# Borat (salt)
Borat är salter av borsyra. Liksom det finns flera olika borsyror finns det också flera borater, bland annat ortoborat = metall + H2BO3, metaborat = metall + BO2 och tetraborat = metall + H2.
De som vanligen erhålls ur vattenlösningar är tetraborat som borax. Borater förekommer i flera mineral och är utgångspunkten för utvinning av bor och dess föreningar Med undantag för alkalisalterna är de svårlösliga och bildar vid smältning glasartade massor. Förutom borax har kopparborat och manganborat funnit tekniska användningar, det förra under namnet borgrönt som emaljfärg, det senare som sickativ. Med peroxider eller vid växelströmselektrolys bildas perborat.